# Piotr Wasileuski
Piotr Piatrowicz Wasileuski, biał. Пётр Пятровіч Васілеўскі, ros. Пётр Петрович Василевский, Piotr Piotrowicz Wasilewski (ur. 26 czerwca 1956 w Mińsku, Białoruska SRR, zm. 12 stycznia 2012 w Mińsku) – białoruski piłkarz, grający na pozycji napastnika, trener piłkarski.

## Kariera piłkarska

### Kariera klubowa
Wychowanek mińskiej szkoły sportowej Spartak Mińsk, a potem SDJuSzOR-5 Mińsk. Przez całą karierę (od 1973 do 1984) związany z drużyną mińskiego Dynama, w barwach którego zadebiutował w 1976 w Wyższej Lidze, a w 1982 zdobył Mistrzostwo ZSRR. W sierpniu 1979 po katastrofie lotniczej, w której zginęli piłkarze Paxtakora Taszkent, wspomógł uzbecki klub. Zakończył karierę piłkarską w 1985 w drugoligowym zespole Dniapro Mohylew.

## Kariera trenerska
W latach 1989–1991 prowadził KIM Witebsk, a następnie przez krótki czas pracował jako sędzia piłkarski. Pod koniec pierwszej dekady XXI w. trenował reprezentację młodzieżową Białorusi. W 2011 roku kierował amatorskim zespołem Nika Mińsk, występującym w mistrzostwach miasta.

## Sukcesy i odznaczenia

### Sukcesy klubowe
- mistrz ZSRR: 1982
- brązowy medalista Mistrzostw ZSRR: 1983

### Sukcesy indywidualne
- wybrany do listy 33 najlepszych piłkarzy ZSRR: Nr 3: (1982)

### Odznaczenia
- tytuł Mistrza Sportu ZSRR